# Desidério
Desidério, duque da Toscânia, também conhecido como Desidério da Ístria, (710 – 786) foi o último rei lombardo. Reinou desde 756 até o ano de 774 quando o reino foi conquistado por Carlos Magno, rei dos francos.
Após a derrota de Ratchis, Desidério, que tratou de conquistar Ravena definitivamente, terminando a presença bizantina na Itália central.
Decidiu reiniciar a luta contra o papa, que estava apoiando os duques de Espoleto e Benevento contra ele, e entrou em Roma em 772, o primeiro lombardo a fazê-lo. Mas quando o papa Adriano I chamou o rei franco Carlos Magno para ajudá-lo, Desidério foi derrotado em Susa e sitiado em Pavia, enquanto seu filho Adalgiso tinha também aberto as portas de Verona às tropas francas. Desidério rendeu-se em 774 e Carlos Magno, em decisão sem precedentes, tomou o título de "rei dos lombardos". 

## Relações familiares
Foi casado com Ansa de quem teve:
1. Anselperga ou Anselberga, abadessa da Abadia de São Salvadore.
2. Adelperga ou Adelberga, casada com Arequis II de Benevento, duque de Benevento.
3. Liutberga ou Liupirco ou ainda Liuberga, foi casada com Tassilo III de Baviera.
4. Desiderata, casada em 768 com Carlos Magno e depois divorciada em 771.
5. Adelquis ou Adalgis, patrício de Constantinopla. [1]